# شوستک
شوستک (به لهستانی:  Szostek) یک روستا در لهستان است که در گمینا وودنگه واقع شده‌است.